# مار قرمز
مار قرمز (نام علمی: Cemophora coccinea) نام یک گونه از تیره قمچه‌ماران است.